# Teixeira (Galiza)

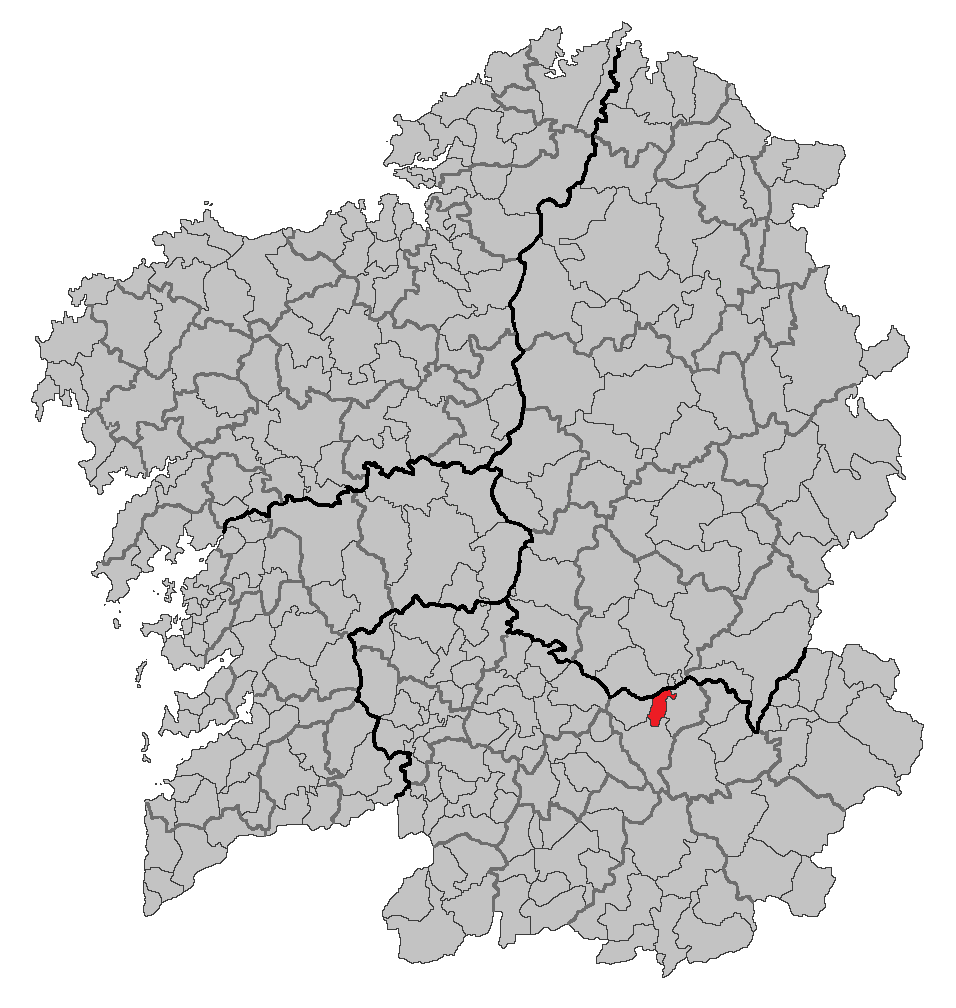
Localização de A Teixeira

A Teixeira (em galego, A Teixeira; em espanhol, La Teijeira) é um município da Espanha na província de Ourense, comunidade autónoma da Galiza, de área 27,64 km² com população de 518 habitantes (2007) e densidade populacional de 19,73 hab/km².

## Demografia
| Variação demográfica do município entre 1991 e 2004 | Variação demográfica do município entre 1991 e 2004 | Variação demográfica do município entre 1991 e 2004 | Variação demográfica do município entre 1991 e 2004 |
| --------------------------------------------------- | --------------------------------------------------- | --------------------------------------------------- | --------------------------------------------------- |
| 1991                                                | 1996                                                | 2001                                                | 2004                                                |
| 743                                                 | 627                                                 | 567                                                 | 547                                                 |